# Khurshid Azam
Khurshid Azam (ur. 16 czerwca 1942) – pakistański hokeista na trawie, medalista olimpijski.
Grał jako napastnik. Brał udział w Letnich Igrzyskach Olimpijskich 1964, na których zdobył srebrny medal. Wystąpił w jednym spotkaniu (przeciwko Wielkiej Brytanii), w którym nie zdobył bramki.
W latach 1964–1968 rozegrał w drużynie narodowej 11 spotkań, strzelając 4 gole.